# Klara Geywitz
Klara Geywitz, née le 18 février 1976 à Potsdam, est une femme politique allemande, membre du Parti social-démocrate (SPD). 
Elle était ministre fédérale du Logement, du Développement urbain et des Travaux publics de 2021 à 2025.